# Kirchenpingarten

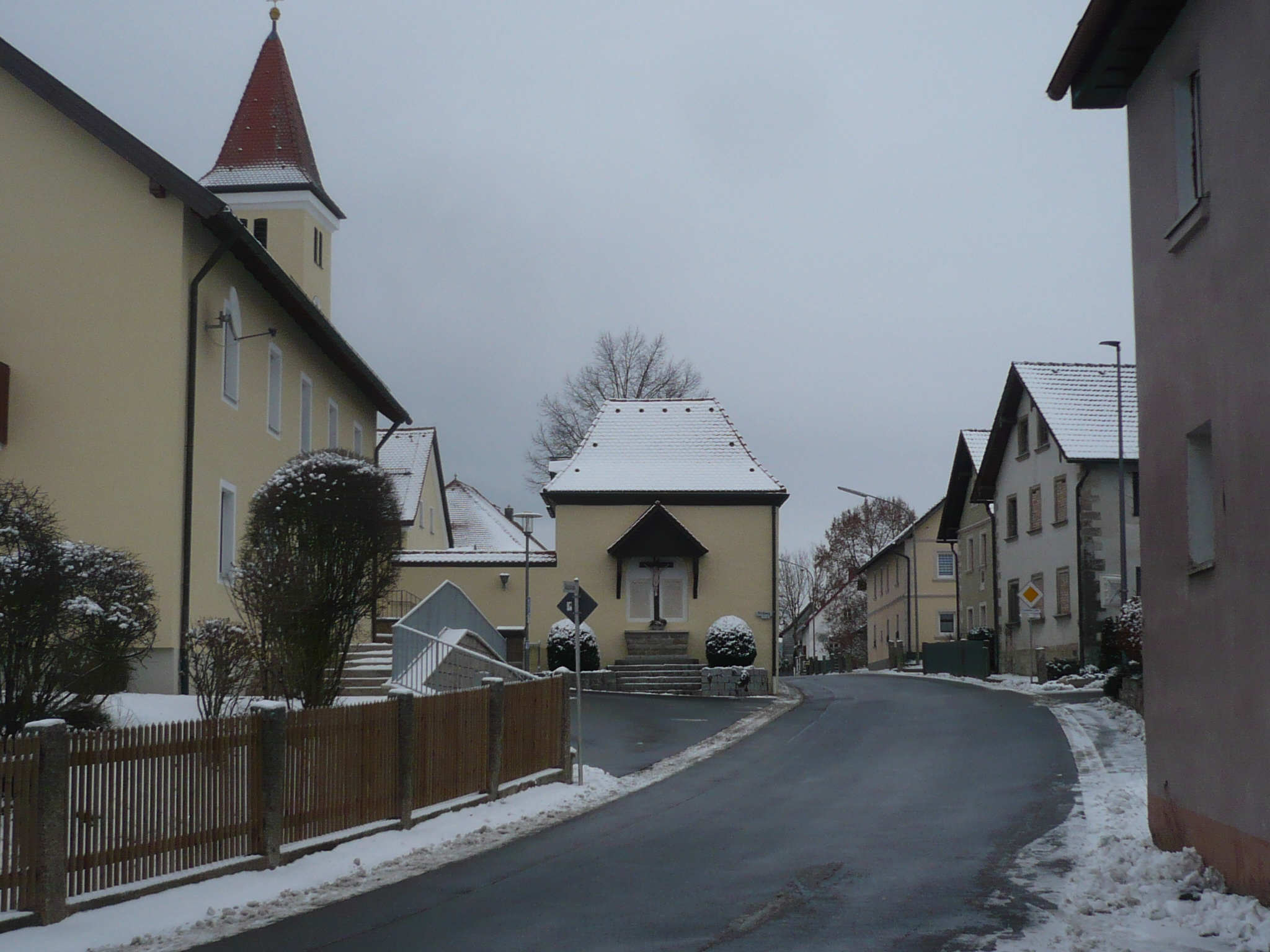
Hauptstraße in Kirchenpingarten

Kirchenpingarten ist eine Gemeinde im Landkreis Bayreuth im Regierungsbezirk Oberfranken in Bayern.

## Geografie

### Gemeindegliederung
Es gibt 16 Gemeindeteile  (in Klammern ist der Siedlungstyp angegeben):
- Dennhof (Dorf)
- Eckartsreuth (Dorf)
- Flinsberg (Einöde)
- Fuchsendorf (Weiler)
- Grub (Weiler)
- Hahnengrün (Weiler)
- Herrnmühle (Einöde)
- Kirchenpingarten (Pfarrdorf)
- Kirmsees (Dorf)
- Langengefäll (Weiler)
- Lienlas (Dorf)
- Muckenreuth (Dorf)
- Reislas (Dorf)
- Schmetterslohe (Weiler)
- Tressau (Dorf)
- Zengerslohe (Einöde)

Auf dem Gemeindegebiet liegen die Gemarkungen Kirchenpingarten, Lienlas, Reislas und Tressau. Die Gemarkung Kirchenpingarten hat eine Fläche von 16,314 km². Sie ist in 1277 Flurstücke aufgeteilt, die eine durchschnittliche Flurstücksfläche von 12775,22 m² haben. In ihr liegen neben dem namensgebenden Ort die Gemeindeteile  Eckartsreuth, Flinsberg, Hahnengrün und Muckenreuth.

### Nachbargemeinden
Nachbargemeinden sind (von Norden beginnend im Uhrzeigersinn): Immenreuth, Speichersdorf, Seybothenreuth, Weidenberg und Warmensteinach.

## Geschichte
Der Ort wurde im Jahr 1283 als „Chirchenpingart“ erstmals urkundlich erwähnt. Der zugrundeliegende Flurname bedeutet Bienengarten und erinnert an einen historischen Haupterwerbszweig der Ortschaft. Zur Unterscheidung von „Altenpingart“ erhielt der Ort den Zusatz Kirchen-.
Die Hochgerichtsbarkeit über Kirchenpingarten stand dem Kurfürstlichen Landrichteramt Waldeck-Kemnath zu. Die alleinige Grundherrschaft hatte das kurfürstliche Kastenamt Kemnath (Immenreuther Gezirk). Laut dem Steuerbuch von 1714 bestand Kirchenpingarten aus 19 landsässischen Untertanen (9 Höfe, 2 Güter, 4 Gütel, 1 Schmiede, 1 Baderhaus, 2 Inwohner). 1792 gab es 24 Untertanen mit 11 Hoffuß an Acker- und Waldflächen.
Mit dem Gemeindeedikt wurde 1808 der Steuerdistrikt Kirchenpingarten gebildet. Zu diesem gehörten Eckartsreuth, Flinsberg, Hahnengrün und Muckenreuth. Die 1818 gebildete Ruralgemeinde Kirchenpingarten war deckungsgleich mit dem Steuerdistrikt. Sie unterstand in Verwaltung und Gerichtsbarkeit dem Landgericht Kemnath. Am 1. Oktober 1857 wurde die Gemeinde dem Landgericht Weidenberg und dem Rentamt Bayreuth überwiesen.

## Eingemeindungen
Im Zuge der Gebietsreform in Bayern wurde Plössen am 1. April 1971 Reislas und Tressau nach Kirchenpingarten eingemeindet, am 1. Januar 1972 folgte Tressau.

## Politik und Öffentliche Verwaltung
Die Gemeinde ist Mitglied der Verwaltungsgemeinschaft Weidenberg.

### Gemeinderat
Die Kommunalwahlen 2014 und 2020 führten zu den folgenden Sitzverteilungen im Gemeinderat:
| Partei / Liste                     | 2020 | 2014 |
| ---------------------------------- | ---- | ---- |
| CSU/Christliche Wählergemeinschaft | 05   | 05   |
| Wahlgemeinschaft                   | 07   | 07   |
| Gesamt                             | 12   | 12   |

### Bürgermeister
Erster Bürgermeister ist Markus Brauner (Wahlgemeinschaft). Dieser wurde im Jahr 2020 Nachfolger von Klaus Wagner (Wahlgemeinschaft). Zweite Bürgermeisterin ist Claudia Mayer.

## Baudenkmäler

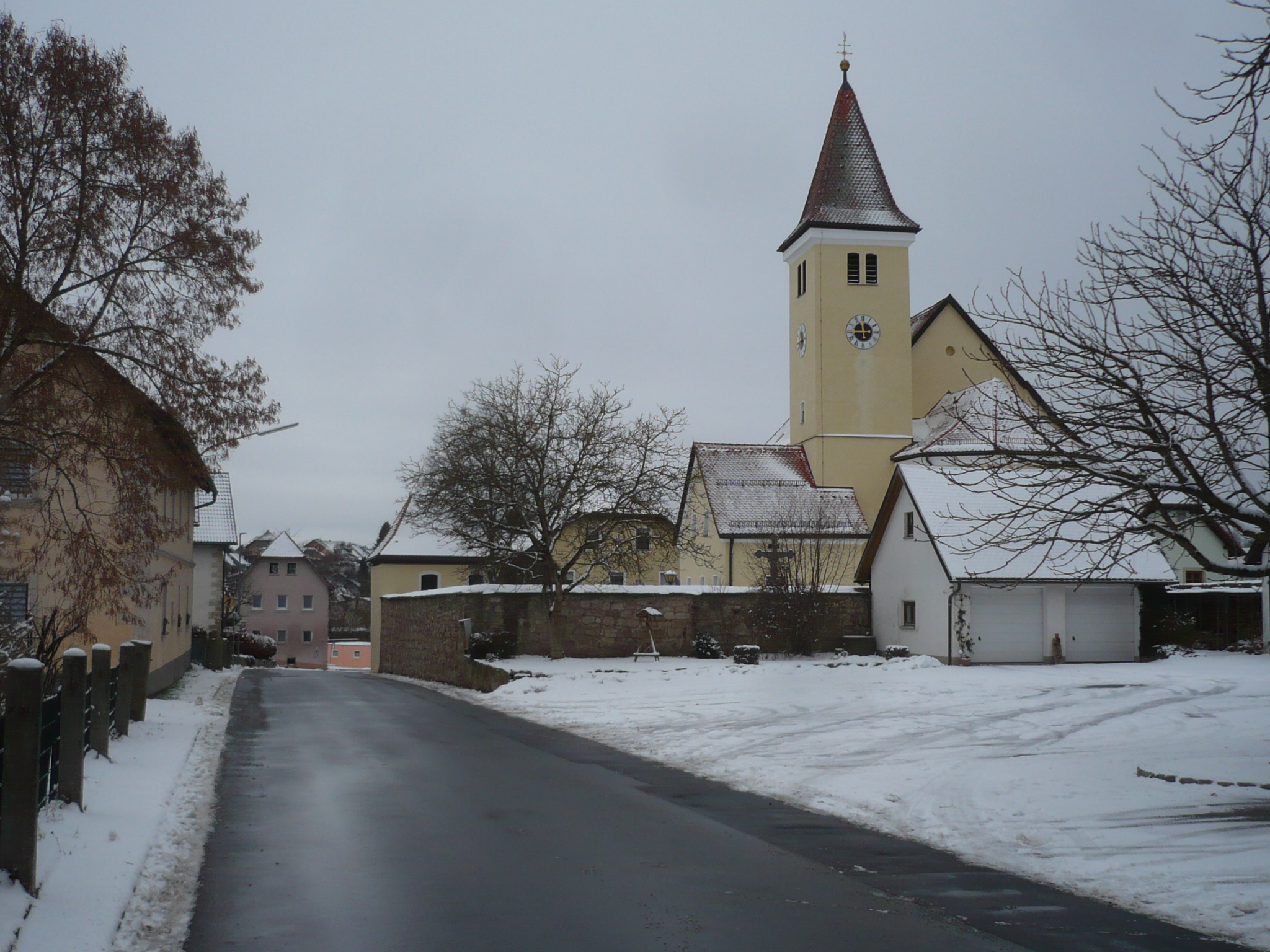
Hauptstraße und Kirche Sankt Jakobus

### Wappen
| Wappen Gde. Kirchenpingarten | Blasonierung: „Geteilt; oben in Schwarz ein wachsender, rot gekrönter und bewehrter goldener Löwe, der in den Vorderpranken einen goldenen Bienenkorb hält, unten in Silber ein blauer Balken, belegt mit vier silbernen Bienen.“ |
| Wappen Gde. Kirchenpingarten | Wappenbegründung: Die Gemeinde Kirchenpingarten besteht seit 1972 aus den ehemals selbstständigen Gemeinden Kirchenpingarten, Lienlas, Reislas und Tressau. Sie werden durch die vier Bienen im Gemeindewappen dargestellt. Zugleich stehen die Bienen und der Bienenkorb redend für den Ortsnamen. Der pfälzische Löwe erinnert an die kurpfälzische Landeshoheit im Gemeindegebiet. Der blaue Balken stammt aus dem Wappen der Landgrafen von Leuchtenberg, die bis 1646 Lehensherren in Lienlas waren. Dieses Wappen wird seit 1986 geführt. |

## Persönlichkeiten
- Heinrich Grimm (1893–1983), Förster und Schriftsteller